# تاتيانا
تاتيانا (بالإسبانية: Tatiana)‏ هي مغنية وممثلة مكسيكية، ولدت في 12 ديسمبر 1968 في الولايات المتحدة.

## وصلات خارجية
- تاتيانا على موقع IMDb (الإنجليزية)
- تاتيانا على موقع ميوزك برينز (الإنجليزية)
- تاتيانا على موقع ديسكوغز (الإنجليزية)
- تاتيانا على موقع قاعدة بيانات الفيلم (الإنجليزية)